# Cantone di Le Châtelet
Il Cantone di Le Châtelet era una divisione amministrativa dell'arrondissement di Saint-Amand-Montrond.
A seguito della riforma approvata con decreto del 21 febbraio 2014, che ha avuto attuazione dopo le elezioni dipartimentali del 2015, è stato soppresso.

## Composizione
Comprendeva i comuni di:
- Ardenais
- Le Châtelet
- Ids-Saint-Roch
- Maisonnais
- Morlac
- Rezay
- Saint-Pierre-les-Bois